# 否决权
否决权（拉丁語：Veto），指政治上一種片面否定決策或決議的权力，尤其是立法。
復議、覆議與複議（英語：reconsideration of a motion），為三個相關的詞彙。前者一般指議事程序中，要求重新考慮一個決議的決議。在不同地方的制度中，三者的存在、解釋跟程序可能不同。

## 概要
- 否决权最早出现在古罗马，当时稱「intercessio」，在罗马的保民官為保護民眾權益，有权否决元老院所通过的立法或官員命令；兩名執政官則關於對方的裁斷也有否決權。
- 國會通過的法案，除另有規定外，需經國家元首公佈（簽署及公告）程序而產生法律效力。國家元首是否有權拒絕公佈以否決法案，則依各國政府體制不一。
- 在17、18世纪的波兰，宪法规定了一种「自由否決權」（liberum veto），所有的法案都必需在议会获得全数赞成通过，只要有一名议员反对，法案就无法通过。美國立國時的《邦联条例》，對於特定事項，各州也有自由否決權。

## 一票否决权

### 聯合國
在联合国安理会的5个常任理事国（中国、俄罗斯、法国、英国和美国）都拥有對非程序事項之決議的否决权，只要其中任何一国反对該提案，即使其他4国全部赞成，该提案也无法在安理会通过。但可根據聯合國大會377號決議，在聯合國安理會成員國無法達成一致的情況下，由聯合國大會授權採取行動維持國際和平。但因為行動最終需由安理会執行，因此由聯合國大會所通過的行動更多地具有象徵意義而不是實際力量。

### 欧盟
加入欧盟需要全体成员国同意，这给了所有成员国一票否决加入提案的权力。

## 英國
英国君主可拒絕御准國會所通過的法案，使之無法律效力，即握有否决议会通过法案成為法律的权力，此為「絕對否決」（absolute veto）；惟自1708年3月11日安妮女王聽從閣員建議拒絕御准《蘇格蘭民兵法案》（Scottish Militia Bill）後，便不再有行使這項權力的紀錄。最近由國會行使法案否決權的案例為2023年1月17日，由蘇格蘭事務大臣張毅德按照《1998年蘇格蘭法令》第35條規定否決蘇格蘭議會通過的《性別承認(蘇格蘭)法案》，並頒布《2023年性別承認(蘇格蘭)法案(禁止提交御准)命令》(2023年第41號命令)。
另外，英國上議院亦曾有權否決英國下議院提出的法案。惟自《1911年國會法令》（Parliament Act 1911）及《1949年國會法令》（Parliament Act 1949）陸續通過後。上議院僅能擱置下議院通過的法案一年，稱為「延宕否決」（suspensive veto）。且根據慣例，凡執政黨列為政見的法案，上議院都不會否決。
大多数君主立宪制或內閣制的国家，國家元首權力設計成不得拒絕公佈國會通過的法案。

## 美國
美国总统可以否決美国国会通過的議案，但是这项权力不是绝对的：交還参众两院覆議（reconsideration）再次就法案表决并以三分之二多数推翻（override）否决的权力，則是「限制否決」（qualified veto，或稱「條件否決」）；反過來說只要三分之一以上支持就能過關，又稱為「少數否決」（minority veto）。這兩項權力都由美國憲法賦予。
美國憲法第1條第7項規定，法案經國會參眾兩院通過後應送交總統，總統應于十日內（星期日不計在內）就法案作出決定。總統可以簽署法案使其生效；或者將其退回國會，這就是否決。按憲法規定，總統應將法案退回最先提出法案的一院，該院就法案以贊成與反對（Yeas and Nays）方式表決，如果三分之二多數通過，再送至另一院以同樣程序表決也有三分之二多數通過，則推翻總統的否決。另外，總統在收到法案後十日內既未簽署亦未將其退回國會，則分為兩種情況：如果國會仍在會期中，視為總統已同意該法案，法案生效；若國會此時已休會，則法案無效，這稱為“擱置否決”或直译“口袋否決”（Pocket veto）。
美國第一任總統乔治·华盛顿于1792年4月5日首次动用了否决权，成为第一个动用否决权的美国总统。1845年3月3日，美国国会第一次以三分之二多数推翻了时任总统约翰·泰勒的一项否决。
美国的一些州赋予州长单项否决权(部分否決權)，州长因此可以只否决法案中的一些条文，而其他部分则可以通过。很多时候经过州长单项否决的法案会回到州议会重新表决，以决定是否同意修正，或撤销该法案。单项否决权是很具有争议性的，历史上曾有州长一字一字地动用单项否决，从而赋予了法案新的意义。部分州的州长只在处理支出议案（即各政府部门的预算）拥有单项否决权。美国国会曾在1996年立法赋予总统此项权力，但此法案于1998年的Clinton v. City of New York案中被美国最高法院认定违宪。2006年，乔治·W·布什总统再次提出总统应该拥有此项权力，但因为有1998年的判例，很多学者认为此项立法应通过修宪程序进行。

## 法國
在法國大革命時制定君主立憲制憲法（1791年憲法）導入延宕否決的設計，出自路易十六要求國王有否決權，被雅各賓派稱為「否決先生」（Monsieur Veto）。國王應於國民立法議會提呈法令（即法案）的兩個月內表明其同意或拒絕、此拒絕僅停止性，凡經拒絕同意的法令，不得由該屆立法議會再行提呈；但其下兩屆議會連續提出同一法令，即連續三屆議會提出的法令，則具有法律的效力。後來法國改制共和雅各賓派掌權后廢除否決權，直到第三共和時才恢復。
依第三共和的憲法法典之一《公權關係憲法》（Loi constitutionnelle du 16 juillet 1875 sur les rapports des pouvoirs publics）第7條規定，總統在公佈前得交還國會覆議（法語：＝英語：，第五共和憲法英譯「reopen debate」），國會不得拒絕；其後第四（第36條）、第五共和憲法（第10條）也有相同設計。不過，由於未規定否決程序及門檻，實際上以國會出席過半數議決之。第三、四共和採內閣制，總統由國會選出，國會以出席過半數通過法案，覆議時再以出席過半數維持原案亦非難事，所以總統無對抗之基礎，第三共和時代未使用形同具文，第四共和卻是政局動盪經常覆議，當時參議院公報紀錄樊尚·奥里奥尔任內五次、勒內·科蒂兩次。
第五共和改成總統有較大權力的雙首長制，總統經民選產生並握有主動解散國會的權力及交付公民投票的利器以訴諸民意。目前在密特朗任內實施覆議兩次、席哈克則一次：1983年7月13日，因政府反悔不想舉辦1989年世界博覽會，而將法案覆議，國會配合政府利用未規定否決程序及門檻的巧門，束之高閣；1985年8月8日，憲法委員會宣告《新喀里多尼亞發展法案》第4條第2項違憲，密特朗總統卻採移請國會覆議程序，此舉不符憲法第45條應由政府及議員提案、第62條經憲法委員會宣告違憲條文失效之規定，而引起合憲性爭議，憲法委員會在8月23日裁定未違憲；2003年4月3日，憲法委員會宣告《歐洲議會區域議員及代表選舉法案》第4條違憲，席哈克總統亦以覆議程序修改。

## 芬蘭
在2000年修憲前採用延宕否決，總統未予批准的法案，如國會在首次正常會期（first regular session）維持原案，則毋需批准而生效（第19條）。修憲後改為限制否決，總統未予批准的法案交還國會覆議，如原案無實質修改（material alterations）通過，毋需批准即生效（第77條）。

## 中華民國（臺灣）
《中華民國憲法》第57條規定，行政院對立法院負責。立法院決議之重要政策變更、法律案、預算案、條約案，如認為有窒礙難行時，行政院院長得經總統之核可移請立法院覆議。覆議時，如經出席立法委員三分之二維持原案，行政院院長應即接受該決議或辭職。除重要政策變更外，其餘決議案於送達行政院十日內移請立法院覆議。
在內閣制下，當內閣提出的重大政策及其法案、預算案不被國會認同時，此即暗示不信任，內閣得發起信任投票向國會攤牌；如國會表態不信任，內閣辭職或解散國會舉行大選。而《中華民國憲法》，則換成總統核可行政院移請立法院覆議。
由於憲法規定緣故，否決權普遍被稱作「覆議權」。張君勱稱為「修正式內閣制」，行政院院長經立法院同意、將覆議案加入暗示不信任的色彩；但時任立法院院長孫科則認為是「修正的總統制」。無論如何，總統覆議核可權建立在其公佈法律的權力基礎上，跟內閣基於國會的信任相異，不宜以覆議方式掛鉤。
1997年憲法第四次增修後停止適用第57條規定，改為行政院對於立法院決議之法律案、預算案、條約案，如認為有窒礙難行時，得經總統之核可，於該決議案送達行政院十日內，移請立法院覆議。立法院對於行政院移請覆議案，應於送達十五日內作成決議。如為休會期間，立法院應於七日內自行集會，並於開議十五日內作成決議。覆議案逾期未議決者，原決議失效。覆議時，如經全體立法委員二分之一以上決議維持原案，行政院院長應即接受該決議。另設立法院不信任投票，將覆議權單純化，適度釐清兩者不同概念。
現行《立法院職權行使法》第34條規定，就覆議案進行贊成和反對之表決。
| 年度         | 標的                                                                   | 行政院院長 | 結果                 |
| ------------ | ---------------------------------------------------------------------- | ---------- | -------------------- |
| 1948（提出） | 《省政府組織法》修正案                                                 | 翁文灝     | 未決                 |
| 1948（提出） | 《臨時財產稅條例》                                                     | 翁文灝     | 未決                 |
| 1954         | 《兵役法施行法》第十四條修正條文                                       | 俞鴻鈞     | 原決議不予維持       |
| 1990         | 《勞動基準法》第八十四條修正條文                                       | 郝柏村     | 原決議不予維持       |
| 1993（提出） | 《立法院組織法》第十八條修正條文                                       | 連戰       | 行政院撤回           |
| 1996         | 核四覆議案                                                             | 連戰       | 原決議不予維持       |
| 1997（提出） | 《漢翔航空工業股份有限公司設置條例》第九條修正條文                     | 連戰       | 逾期未決，原決議失效 |
| 2002         | 《財政收支劃分法》第八條及第十六條之一修正條文                         | 游錫堃     | 原決議不予維持       |
| 2003         | 《公民投票法》                                                         | 游錫堃     | 維持原決議           |
| 2004         | 《三一九槍擊事件真相調查特別委員會條例》                               | 游錫堃     | 維持原決議           |
| 2007         | 《農會法》第四十六條之一修正條文 《漁會法》第四十九條之一修正條文      | 張俊雄     | 維持原決議           |
| 2013         | 《會計法》第九十九條之一修正條文                                       | 江宜樺     | 原決議不予維持       |
| 2014         | 《地政士法》第五十一條之一修正條文                                     | 江宜樺     | 原決議不予維持       |
| 2024         | 《中華民國刑法》第五章之一章名及第一百四十一條之一條文                 | 卓榮泰     | 維持原決議           |
| 2024         | 《立法院職權行使法》部分條文                                           | 卓榮泰     | 維持原決議           |
| 2025         | 《憲法訴訟法》第四條、第三十條及第九十五條條文                         | 卓榮泰     | 維持原決議           |
| 2025         | 《公職人員選舉罷免法》第七十六條、第七十九條、第八十條及第八十三條條文 | 卓榮泰     | 維持原決議           |
| 2025         | 《中華民國114年度中央政府總預算案》                                    | 卓榮泰     | 維持原決議           |
| 2025         | 《財政收支劃分法》第八條、第十六條之一及第三十條條文                   | 卓榮泰     | 維持原決議           |
| 2025         | 《警察人員人事條例》第三十五條條文                                     | 卓榮泰     | 維持原決議           |

## 香港
根據《基本法》，行政長官可否決立法會通過的法案，並於三個月內發回立法會重議；如果立法會再以三分二多數通過，行政長官即必須簽署公佈或解散立法會（行政長官每屆任期只能解散立法會一次）；如重選後的立法會仍以三分二多數通過法案，而他又未能再次解散立法會，則必須辭職，即握有限制否決權。但根據基本法第七十四條，立法會議員在提出涉及政府政策的議案時，須先得到行政長官的書面同意，故行政長官事實上對所有議員提出的法案有絕對否決權，因所有法律最後均須由政府執行。